# Pujada a Gorla
La Pujada a Gorla (en euskera Gorlako Igoera) és una cursa ciclista amateur d'un dia que es disputa als voltants de Bergara (Euskadi). La primera edició data del 1975 i entre els seus vencedors hi ha ciclistes com Alberto Contador i Carlos Sastre.

## Palmarès
| Any  | Guanyador                      | Segon                  | Tercer                 |
| ---- | ------------------------------ | ---------------------- | ---------------------- |
| 1975 | Alberto Fernández Blanco       |                        |                        |
| 1976 | Jose Maria Legarreta           |                        |                        |
| 1977 | Miguel Ángel Albeniz           |                        |                        |
| 1978 | Raymond Hernando               |                        |                        |
| 1979 | Jesús María Segura             |                        |                        |
| 1980 | Iñaki Arrieta                  |                        |                        |
| 1981 | Julián Gorospe                 |                        |                        |
| 1982 | Pello Ruiz Cabestany           |                        |                        |
| 1983 | José del Ramo                  |                        |                        |
| 1984 | Jesús Argintxona               |                        |                        |
| 1985 | Eduardo Betanzos               |                        |                        |
| 1986 | Jesús Aranbarri                |                        |                        |
| 1987 | Jon Garmendia                  |                        |                        |
| 1988 | Luis Urizar                    |                        |                        |
| 1989 | Julián Barcina                 |                        |                        |
| 1990 | Javier Lazpiur                 |                        |                        |
| 1991 | Alfredo Irusta                 |                        |                        |
| 1992 | Íñigo Cuesta                   |                        |                        |
| 1993 | Julián Barcina                 |                        |                        |
| 1994 | Santiago Blanco                |                        |                        |
| 1995 | Claus Michael Møller           |                        |                        |
| 1996 | Joseba Arregi                  |                        |                        |
| 1997 | Carlos Sastre                  |                        |                        |
| 1998 | Juan Manuel Gárate             | Jonathan Hall          | Pedro Arreitunandia    |
| 1999 | Juan Manuel Gárate             | Koldo Gil              | Mikel Astarloza        |
| 2000 | Joaquim Rodríguez              | Luke Weir              | Adolfo García Quesada  |
| 2001 | Alberto Contador               | Jonathan González Ríos | Jon Bru                |
| 2002 | Iñigo Urretxua                 | Antton Luengo          | Joseba Albizu          |
| 2003 | Jokin Ormaetxea                | Iñaki Lejarreta        | Antton Luengo          |
| 2004 | Jorge Azanza                   | Ismael Esteban         | David Pérez Iñiguez    |
| 2005 | Alberto Fernández de la Puebla | Eladio Sánchez         | Jesús Martín           |
| 2006 | Beñat Intxausti                | Julen Goikoetxea       | Alberto García Oblanca |
| 2007 | Hector González                | José Vicente Toribio   | Adrián Sáez            |
| 2008 | Andrey Amador                  | Mikel Filgueira        | Eneko Echeverz         |
| 2009 | Mikel Landa                    | Garikoitz Bravo        | Alberto Morrás         |
| 2010 | Jesús Herrada                  | Pello Bilbao           | Mikel Bizkarra         |
| 2011 | Omar Fraile                    | Aitor González Prieto  | Francisco Moreno       |
| 2012 | Santiago Ramírez               | Antonio Pedrero        | Aitor González Prieto  |
| 2013 | Cristian Cañada                | Arnau Solé             | Julen Amézqueta        |
| 2014 | Arnau Solé                     | Álvaro Trueba          | Imanol Estévez         |
| 2015 | Jonathan Lastra                | Jaime Rosón            | Julen Amézqueta        |
| 2016 | Sergio Samitier                | Fernando Barceló       | José Manuel Díaz       |
| 2017 | Eduardo Llacer                 | Álvaro Cuadros         | Txomin Juaristi        |
| 2018 | Torbjørn Hejman                | Iván Moreno            | Gabriel Silva          |
| 2019 | Juan Fernando Calle            | Asier Etxeberria       | Carlos Ruiz Pavón      |